# Klooster van de Zusters van Vorselaar
Het Klooster van de Zusters van Vorselaar is een voormalig klooster in de tot de Antwerpse gemeente Rumst behorende plaats Terhagen, gelegen aan de Kardinaal Cardijnstraat 35 en Kloosterstraat 1.
Dit klooster werd in het 4e kwart van de 19e eeuw gesticht door de Zusters der Christelijke Scholen van Vorselaar. Het betreft een bakstenen dubbelhuis waaraan een aantal schoolvleugels werden gebouwd, aangezien de zusters het onderwijs voor meisjes verzorgden.